# Pekat (Pekat)
Pekat is een bestuurslaag in het regentschap Dompu van de provincie West-Nusa Tenggara, Indonesië. Pekat telt 5129 inwoners (volkstelling 2010).